# Alchemilla omalophylla
Alchemilla omalophylla är en rosväxtart som beskrevs av Sergei Vasilievich Juzepczuk. Alchemilla omalophylla ingår i släktet daggkåpor, och familjen rosväxter. Inga underarter finns listade i Catalogue of Life.